# Rutilus basak
Rutilus basak là một loài cá vây tia thuộc họ Cyprinidae.
Loài này có ở Albania, Bosnia và Herzegovina, Croatia, và Serbia và Montenegro.
Môi trường sống tự nhiên của chúng là sông có nước theo mùa và hồ nước ngọt.
Chúng hiện đang bị đe dọa vì mất môi trường sống.